# مایک استیونس
مایک استیونس (انگلیسی: Mike Stephens) کارگردان تلویزیونی و تهیه‌کننده تلویزیونی اهل بریتانیا است.
از فیلم‌ها یا مجموعه‌های تلویزیونی که وی در آن‌ها نقش داشته‌است، می‌توان به آخرین ادای احترام اشاره نمود.